# Ma voie
Ma voie är debutalbumet från den belgiska sångaren Roberto Bellarosa som släpptes den 21 september 2012. Albumet innehåller 11 låtar. Den första singeln är "Jealous Guy", en coverlåt som Bellarosa framförde i The Voice Belgique. Den 6 juli 2012 släpptes albumets andra singel och Bellarosas första egna låt "Je crois". Efter att albumet släppts gavs "Apprends-moi" ut som den tredje singeln.
Albumet debuterade på plats elfte plats på den belgiska albumlistan Ultratop den 29 september 2012. Albumet låg på elfte plats i tre veckor och har legat kvar på listan i 13 veckor totalt.

## Låtlista
| Nr  | Titel                    | Längd |
| --- | ------------------------ | ----- |
| 1.  | Je crois                 | 2:57  |
| 2.  | Mon âge                  | 3:00  |
| 3.  | L'enfance                | 3:19  |
| 4.  | Reste toi                | 3:17  |
| 5.  | Voyou                    | 3:27  |
| 6.  | Sans toi                 | 3:11  |
| 7.  | Apprends-moi             | 3:41  |
| 8.  | Un homme                 | 2:59  |
| 9.  | Le coup de soleil        | 4:09  |
| 10. | Le plus beau des cadeaux | 3:50  |
| 11. | Jealous Guy              | 2:51  |

## Listplaceringar
| Lista (2012)       | Topplacering |
| ------------------ | ------------ |
| Belgien (Ultratop) | 11           |